# Johnnie Johnson

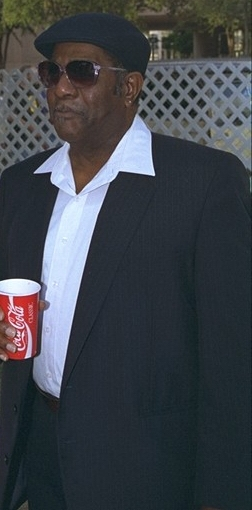
Johnnie Johnson (1996)

Johnnie Johnson (* 8. Juli 1924 in Fairmont, West Virginia; † 13. April 2005 in St. Louis, Missouri) war ein US-amerikanischer Musiker, Komponist und Pianist, der als einer der Väter des Rock ’n’ Roll bezeichnet wird.
Johnson erlernte schon in früher Kindheit das Klavierspiel und tingelte Ende der 1940er Jahre in Chicago durch Clubs und Bars. In den 1950er Jahren entstand in St. Louis seine erste Band unter dem Namen Johnnie Johnson Trio. Sein Erfolg begann am 1. Januar 1952, als Chuck Berry ersatzweise zur Band stieß.
Die Zusammenarbeit zwischen beiden dauerte 20 Jahre an und es entstanden Klassiker wie Roll Over Beethoven. Johnson komponierte am Klavier und Berry textete und passte die Melodie seiner Gitarre an. Berry setzte mit seinem Lied Johnny B. Goode Johnnie Johnson ein Denkmal.
Nach etwa 50 gemeinsamen Titeln gingen beide getrennte Wege und Johnson stand später mit Keith Richards, Eric Clapton, John Lee Hooker sowie Bo Diddley auf der Konzertbühne. 
Johnson, der auf seine Urheberrechte an den gemeinsamen Stücken mit Berry verzichtet hatte, stellte Ende der 1990er Jahre Tantiemenforderungen an Chuck Berry und verklagte ihn im Jahre 2000 erfolglos.
Am 19. März 2001 fand er als Sideman Aufnahme in die Rock and Roll Hall of Fame. 
Bei der Neuaufnahme des Songs Blue Collar Man 2004 zum Album Big Bang Theory (2005) von Styx saß Johnson als special guest am Piano.

## Filmographie
- Chuck Berry: Hail! Hail! Rock 'n' Roll, 1987; Konzertfilm, Piano
- Eric Clapton: 24 Nights, 1991; Konzertfilm, Piano
- Johnnie Johnson : DVD "Live at the Basement" (Sydney Australia, April 2003)